# Drosi
Drosi è una frazione del Comune di Rizziconi, della Città metropolitana di Reggio Calabria.

## Storia
Drosi è una frazione del comune di Rizziconi, ubicata a settentrione della città. Il suo contesto storico e culturale rivela un passato caratterizzato da una serie di avvenimenti e figure di rilievo che hanno plasmato la sua identità nel corso degli anni.
L'origine di Drosi può essere fatta risalire all'antica epoca, quando era conosciuta con il nome di "Drosium". La sua storia si intreccia con quella dei commerci e degli scambi culturali, grazie alla sua posizione strategica lungo le rive del fiume Metauro (oggi Petrace), che ne faceva un nodo cruciale per i viaggiatori e i mercanti di diverse provenienze, e dalla presenza di un'antica stazione romana della via Popilia.
Nel periodo medievale, a Drosi ci fu un'epoca di notevole prosperità. Grazie alla sua collocazione geografica privilegiata, divenne un centro vitale per la produzione e il commercio, differenziandosi per l'eccellenza delle sue attività artigianali e per la maestria nella lavorazione dei metalli. Numerose strutture storiche che ancor oggi caratterizzano il territorio di Drosi furono edificate in questo periodo.
Non privo di avversità, il corso storico di Drosi fu segnato da invasioni e assedi durante il corso dello scorso millennio, ma ci fu costante resilienza e determinazione nel preservare la propria cultura e tradizioni.